# Auriac-du-Périgord
Auriac-du-Périgord település Franciaországban, Dordogne megyében. Lakosainak száma 400 fő (2022. január 1.). Auriac-du-Périgord Azerat, Thenon, Montignac-Lascaux, Aubas, La Bachellerie, Bars és Fanlac községekkel határos.

## Népesség
A település népességének változása:
| Lakosok száma | 338  | 333  | 377  | 409  | 400  | 384  | 383  | 399  | 401  | 400  |
|               | 1968 | 1982 | 1990 | 2006 | 2013 | 2015 | 2017 | 2019 | 2020 | 2022 |